# Алітуський район
Алітуський район (лит. Alytaus rajono savivaldybė) — муніципалітет районного рівня на півдні Литви, що знаходиться у Алітуському повіті. Адміністративний центр — місто Алітус (міська територія не входить у територію району).

## Загальна характеристика
Площа 1396 км². Ліси займають — 23,5 % (в основному соснові ліси), торфовища — 9 % території району. У районі знаходиться біосферний резерват Жувінтас . Через район з півдня на північ протікає річка Німан та її притоки Бамбена, Персеке, Варене.

## Населення
Населення у 2014 році, за оцінками, становило 27 356 осіб.
Статевий склад:
Згідно з офіційними даними станом на 1 січня 2005 року у районі проживало 32 116 осіб, з них 46,5 % чоловіків, 53,5 % жінок;
12,5 % жителів району проживає в містах, 87,5 % — в селах.
Національний склад (дані 2011 року): Згідно з переписом 2011 року у районі проживало 28 167 осіб:
- Литовці — 97,29 % (27 406 осіб);
- Поляки — 0,71 % (201 осіб);
- Татари — 0,63 % (180 осіб);
- Росіяни — 0,55 % (157 осіб);
- Українці — 0,1 % (30 осіб);
- Білоруси — 0,09 % (26 осіб);
- Німці — 0,06 % (17 осіб);
- Інше — 0,53 % (150 осіб).

Найбільші населені пункти:
- Сімнас — 1980 осіб
- Даугай — 1458 осіб
- Бутримоніс — 1126 осіб
- Міклусенай — 1021 особа
- Пунія — 809 осіб
- Луксненай — 614 осіб
- Венціунай — 588 осіб
- Аловес — 552 осіб
- село Даугай — 480 осіб
- Удрійос — 453 осіб

## Староства

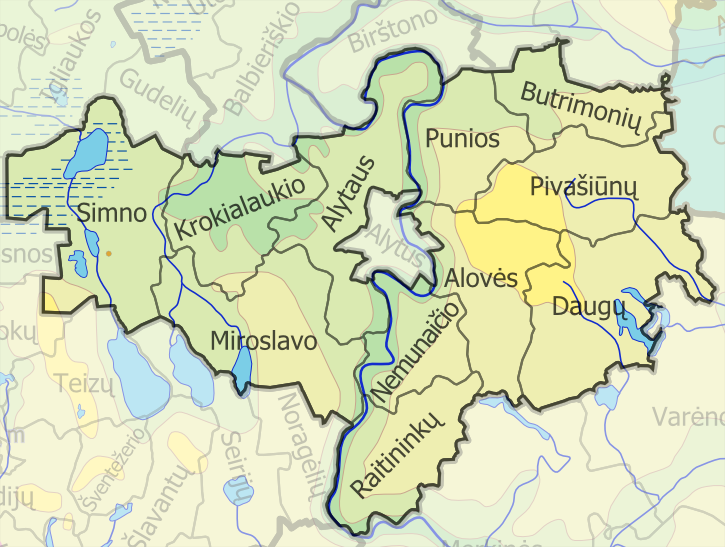
Староства Алітуського району

Включає 11 староств:
- Алітуське (лит. Alytaus seniūnija) (центр - Міклусенай),
- Аловеське (лит. Alovės seniūnija),
- Бутримоніське (лит. Butrimonių seniūnija),
- Даугайське (лит. Daugų seniūnija),
- Крокялаукіське (лит. Krokialaukio seniūnija),
- Мирославаське (лит. Miroslavo seniūnija),
- Нямунайтіське (лит. Nemunaičio seniūnija),
- Пивашюнайське (лит. Pivašiūnų seniūnija),
- Пуняське (лит. Punios seniūnija),
- Райтинінкайське (лит. Raitininkų seniūnija),
- Сімнаське (лит. Simno seniūnija).

Район містить:
- 2 міста — Даугай та Сімнас;
- 3 містечка — Бутримоніс, Крокіалаукіс, Нямунайтіс;
- 426 сел.

## Економіка
Область виробляє 0,3 % промислової продукції Литви, 3,2 % продукції тваринництва, 2,1 % кукурудзи, вирощуваної в Литві, 2,7 % картоплі.